# Miusynsk
Miusynsk (ukrajinsky Міусинськ, rusky Миусинск) je město v Luhanské oblasti. V roce 2014 zde žilo 4 732 obyvatel.

## Poloha
Miusynsk se nachází na břehu řeky Mius, 74 km od Luhansku mezi městy Torez a Antracyt.

## Historie
Sídlo bylo založeno v roce 1887 na řece Mius jako ves Novopavlivka, od roku 1938 je sídlem městského typu, v roce 1965 se stal městem rajónního významu a získal současné jméno.
V polovině srpna 2014 proruští separatisté obsadili několik měst v Luhanské oblasti včetně Miusynsku. Ukrajinské síly získaly město z rukou separatistů zpět 9. srpna. V pokračujících srážkách byli v okolí města 12. srpna 2014 zabiti dva čeští občané bojující na straně protivládních sil (Vojtěch Hlinka a Ivo Stejskal).